# Tadaaki Otaka
Tadaaki Otaka (尾高 忠明, Otaka Tadaaki), né le 8 novembre 1947, est un chef d'orchestre nippon-britannique. Il étudie la composition, la théorie et le cor d'harmonie à l'école de musique Tōhō Gakuen et plus tard la direction d'orchestre auprès de Hideo Saito.
Otaka est chef de l'Orchestre philharmonique de Tokyo et devient chef lauréat à partir de 1991. De 1981 à 1986, il est dirigeant en chef de l'Orchestre symphonique de Sapporo et depuis mai 1998 en est le conseiller musical et chef principal. De 1992 à 1998, il est chef principal de l'Orchestre symphonique Yomiuri du Japon. Il fonde le Kioi Sinfonietta de Tokyo en 1995 et en fait l'un des meilleurs ensembles de musique de chambre du Japon après en avoir été le conseiller musical, le dirigeant principal et le chef honoraire lauréat.
Au Royaume-Uni, Otaka est chef principal du BBC National Orchestra of Wales de 1987 à 1995. De 1998 à 2001, il dirige l'orchestre Britten-Pears.
En septembre 2009, Otaka est nommé chef invité d'honneur de l'Orchestre symphonique de Melbourne (OSM) à compter de 2010. Après le départ soudain du dirigeant en chef du MSO (Oleg Caetani) en octobre 2009, Otaka lui succède à la fin de cette même année.
Otaka est lauréat du 23e prix Suntory en 1991. Il est nommé Commandeur de l'Empire britannique en 1997. Deux ans plus tard, Otaka devient la première personne japonaise à recevoir la médaille Elgar pour ses efforts en faveur de la musique d'Edward Elgar
Tadaaki Otaka est président international de l'Orchestre symphonique du Pays de Galles (en), l'orchestre professionnel régional de Galles, dirigé par Mark Eager (en).
Il est le fils du compositeur Hisatada Otaka.